# رومن پولانسکی
رومن ریمون پولانسکی (زاده ۱۸ اوت ۱۹۳۳) کارگردان فیلم، تهیه‌کننده، فیلم‌نامه‌نویس و هنرپیشه فرانسوی-لهستانی برنده جایزه اسکار است. او در لهستان، بریتانیا، فرانسه و ایالات متحده آمریکا فیلم ساخته است و یکی از معدود «فیلمسازان حقیقتاً بین‌المللی» محسوب می‌شود. پولانسکی که با فیلم‌های بچه رزماری (۱۹۶۸)، محله چینی‌ها (۱۹۷۴) و پیانیست (۲۰۰۲) شناخته می‌شود، از ۱۹۷۸ در فرانسه زندگی می‌کند و دارای تابعیت فرانسه و لهستان است.
رومن پولانسکی از سال ۱۹۷۸ پس از اقرار به داشتن رابطهٔ جنسی با یک دختر ۱۳ ساله از آمریکا به فرانسه گریخته است و در چهار دهه گذشته از سوی مقامات قضایی آمریکا تحت تعقیب بوده است.

## تولد و خانواده

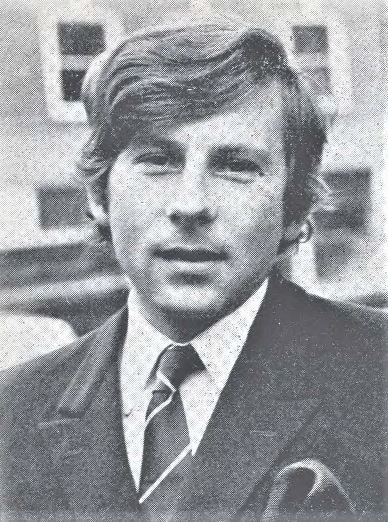
پولانسکی در سال ۱۹۶۹

وی در ۱۹۳۳ در پاریس از پدری لهستانی و مادری روس زاده شد و در چهار سالگی همراه والدین و خواهر ناتنی خود، آنت، به کراکوف لهستان مهاجرت کرد. وی تنها عضو خانواده پولانسکی است که توانسته از بازداشت و تبعید اجباری یهودیان بگریزد. مادر پولانسکی در اردوگاه آشویتس جان خود را از دست داد و وی دوران کودکی سختی را در گتو کراکوف همراه با آوارگی و زندگی و کار در خانواده‌های روستایی سپری کرد. بخشی از شهرت او به زندگی عجیب و غریبش بازمی‌گردد.

### رومن پولانسکی در جریان جنگ جهانی دوم
خانواده پولانسکی در سال ۱۹۳۶ به شهر کراکوف مهاجرت کردند. پس از مهاجرت آنها جنگ جهانی دوم آغاز شد و این شهر به تسخیر ارتش آلمان نازی درآمد. از آن پس قوانین تلخیص نژادی و قوانین نورنبرگ نازی‌ها همواره مورد هدف پولانسکی قرار گرفت.
بعدها پدر وی به اردوگاه کار اجباری ماوتهاوزن اعزام شد. مادرش نیز به اردوگاه آشویتس رفت و پس از رسیدن به آنجا کشته شد.

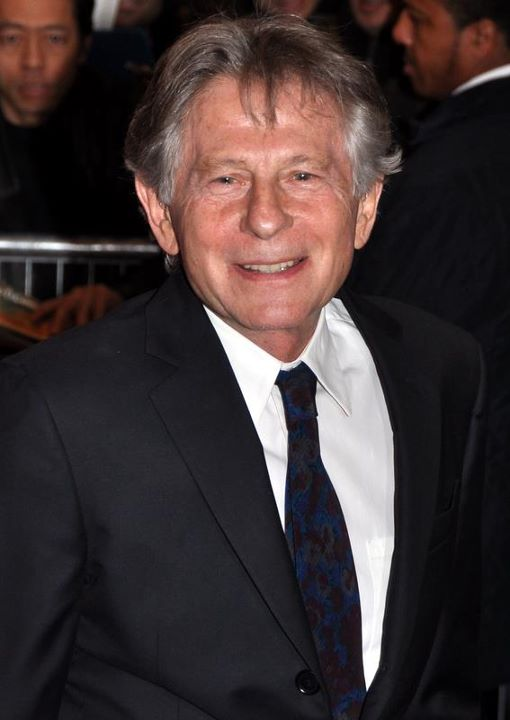
در سال ۲۰۱۱ در جشنواره کن

## زندگی زناشویی
پولانسکی در سال ۱۹۵۹ با هنرپیشه لهستانی باربارا کفیاتکوفسکا-لاس ازدواج کرد و در ۱۹۶۲ از وی جدا شد.
در سال ۱۹۶۸ با هنرپیشه آمریکایی شارون تیت ازدواج کرد. در ۱۹۶۹ چارلز منسن و پیروانش شارون تیت باردار را در آمریکا به قتل رساندند. در آن زمان پولانسکی در انگلستان مشغول کارگردانی فیلم «روز دلفین» بود که به علت قتل شارون تیت هرگز ساخته نشد. مانسون و همدستانش در دادگاه به حبس ابد محکوم شدند.

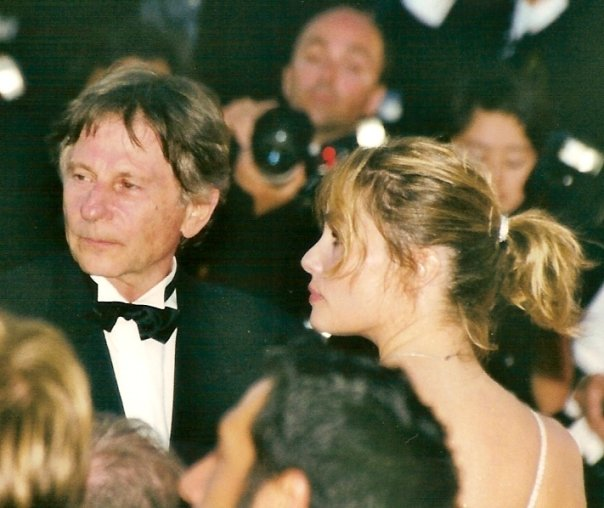
همراه با همسرش امانوئل سنیه ۱۹۹۲ جشنواره کن

پولانسکی در سال ۱۹۸۹ با هنرپیشه فرانسوی امانوئل سنیه ازدواج کرد و از ازدواج آخر خود دو فرزند به نام‌های مورگان و الویس دارد.

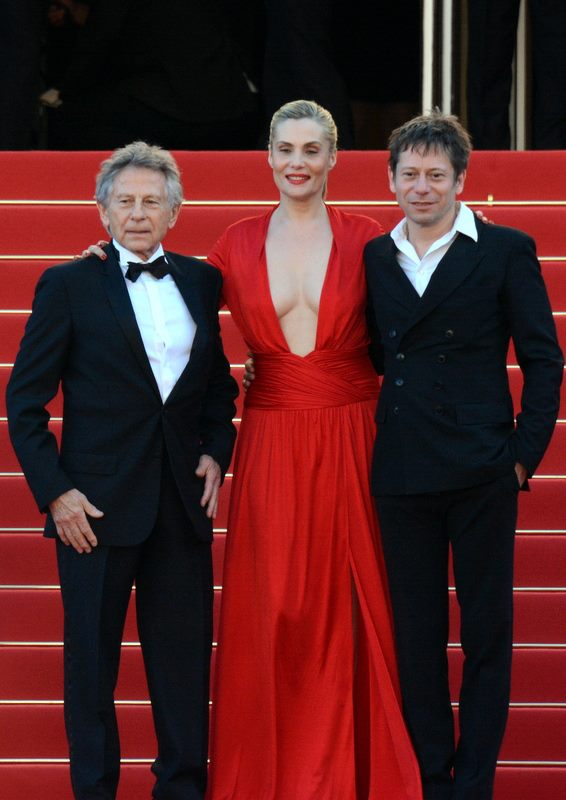
پولانسکی همراه با همسرش امانوئل سنیه و ماتیو آمالریک در جشنواره کن ۲۰۱۳

## اتهام تجاوز
پولانسکی در سال ۱۹۷۷ متهم شد که در جریان یک میهمانی در منزل جک نیکلسون در شهر لس آنجلس دختری ۱۳ ساله (به نام «سامانتا گایمر») را وادار به استفاده از نوشیدنی‌های الکلی و مواد مخدر کرده و سپس به او تجاوز کرده است. از نظر قوانین ایالت کالیفرنیا هم‌آغوشی با دختران زیر ۱۶ سال در هر حال، «تجاوز جنسی» به حساب می‌آید و قابل تعقیب است. او پس از گذراندن چند هفته بازداشت و پیش از اتمام دادرسی بدون اجازه مقامات قضایی از آمریکا به فرانسه گریخت. پولانسکی دیگر هرگز به آمریکا بازنگشت و حتی در سال ۲۰۰۲ برای دریافت جایزه اسکار به خاطر فیلم «پیانیست» به آمریکا نرفت. در این سال‌ها مقامات دادگستری آمریکا حکم تعقیب را همچنان معتبر نگه داشتند. در سال ۲۰۰۵ با حکمی مجدد از پولانسکی خواسته شد که خود را به مقامات قضایی کالیفرنیا معرفی کند. اما پولانسکی از این امر خودداری ورزید.
در سال‌های بعد سامانتا گایمر داستان زندگی خود و شرح جزئیات آمیزش با پولانسکی را در کتابی با عنوان «آن دختر: زندگی در سایه رومن پولانسکی» منتشر کرد.

## دستگیری در سوئیس
در ۲۷ سپتامبر ۲۰۰۹ رومن پولانسکی برای دریافت جایزه‌ای که قرار بود در جشنواره فیلم زوریخ به مناسبت تجلیل از کارنامه هنری‌اش به او داده شود، به زوریخ سوئیس سفر کرد؛ ولی در فرودگاه این شهر و با استناد به درخواست دادگستری ایالات متحده آمریکا توسط پلیس دستگیر شد.
وزارت دادگستری سوئیس با درخواست آزادی پولانسکی به قید وثیقه به دلیل فرار احتمالی او از سوئیس، مخالفت کرد. با این حال، اولین ویدمر شلومپف، وزیر دادگستری سوئیس روز دوشنبه ۱۲ ژوئیه ۲۰۱۰ (۲۱ تیر ۱۳۸۹) اعلام کرد که چون دلایل بازداشت پولانسکی دیگر اعتبار ندارد دولت او با تقاضای دادگستری آمریکا مبنی بر تحویل پولانسکی مخالفت کرده و این فیلم‌ساز را پس از نزدیک به ده ماه حبس خانگی آزاد می‌کند.

## پیگیری دستگیری
مقامات آمریکایی سال‌ها برای استرداد او به آمریکا تلاش کرده‌اند. در دسامبر سال ۲۰۱۶ دادگاه عالی لهستان درخواست استرداد پولانسکی به آمریکا را رد کرده و اعلام کرد که رومن پولانسکی اجازه دارد در این کشور بماند. مقامات سوییس نیز حکم دادگاه آمریکایی را برای استرداد پولانسکی نپذیرفتند. در آوریل ۲۰۱۷ دادگاه عالی آمریکا اعلام کرد به حکم قضایی صادر شده رومن پولانسکی تخفیف قضایی نمی‌دهد.

## پیروان
فیلم‌های پولانسکی الهام‌بخش کارگردانان مختلفی از جمله برادران کوئن، وس اندرسن، آتوم اگویان، دارن آرونوفسکی، پارک چان-ووک، ایبل فرارا، وس کریون بوده‌اند.

## افتخارات و جوایز
- دست‌اندرکاران جشنواره لوکارنو اعلام کردند که جایزه افتخاری این جشنواره به پاس یک عمر تلاش هنری، در این دوره به رومان پولانسکی، فیلم‌ساز و بازیگر صاحب‌نام فرانسوی-لهستانی تعلق خواهد گرفت.[۹]
- وی با فیلم افسر و جاسوس در جشنواره بین‌المللی فیلم ونیز ۲۰۱۹ برنده جایزه بزرگ هیئت داوران شد.
- رومن پولانسکی در سال ۲۰۰۳ برای کارگردانی فیلم پیانیست برنده جایزه اسکار شد اما از آنجا که نمی‌توانست وارد آمریکا شود، نتوانست جایزه اسکار خود را شخصاً دریافت کند.[۲]
- رومن پولانسکی با فیلم پیانیست توانست نخل طلای جشنواره فیلم کن ۲۰۰۲ را تصاحب کند.
- او در سال ۱۹۶۶ با فیلم بن‌بست در شانزدهمین دوره جشنواره فیلم برلین برنده خرس طلایی این جشنواره شد.

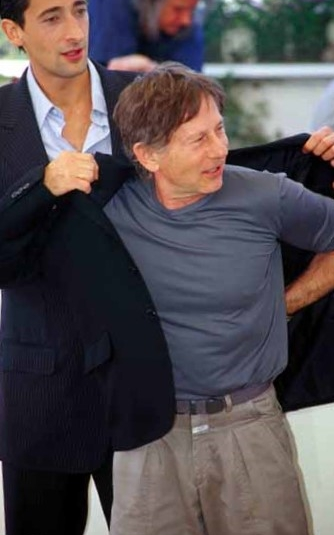
همراه با آدرین برودی در فرش قرمز فیلم پیانیست در جشنواره کن ۲۰۰۲

## فیلم‌شناسی

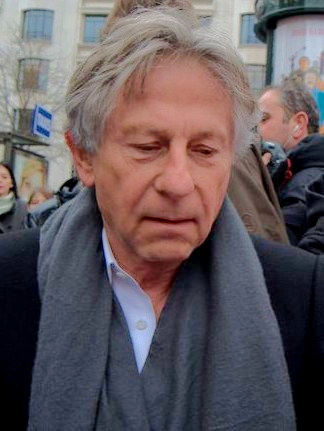
پولانسکی در سال ۲۰۱۱

### کارگردان
| نام فیلم                | سال  | جوایز                                                  |
| کاخ                     | ۲۰۲۳ |                                                        |
| ----------------------- | ---- | ------------------------------------------------------ |
| افسر و جاسوس            | ۲۰۱۹ | برنده جایزه بزرگ هیئت داوران از جشنواره ونیز           |
| بر اساس یک داستان واقعی | ۲۰۱۷ |                                                        |
| ونوس در پوست خز         | ۲۰۱۳ | نامزد دریافت نخل طلا جشنواره فیلم کن ۲۰۱۳              |
| کشتار                   | ۲۰۱۱ |                                                        |
| سایه‌نویس                | ۲۰۱۰ | جایزه خرس طلایی جشنواره بین‌المللی فیلم برلین           |
| هر کس سینمای خودش       | ۲۰۰۷ | فیلم کوتاه                                             |
| الیور توئیست            | ۲۰۰۵ |                                                        |
| پیانیست                 | ۲۰۰۲ | ۳ جایزه اسکار و جایزه بهترین فیلم از جشنواره کن و بفتا |
| دروازه نهم              | ۱۹۹۹ |                                                        |
| مرگ و دوشیزه            | ۱۹۹۴ |                                                        |
| ماه تلخ                 | ۱۹۹۲ |                                                        |
| دیوانه‌وار               | ۱۹۸۸ |                                                        |
| دزدان دریایی            | ۱۹۸۶ |                                                        |
| تس                      | ۱۹۷۹ | ۳ جایزه اسکار                                          |
| مستأجر                  | ۱۹۷۶ |                                                        |
| محله چینی‌ها             | ۱۹۷۴ | ۱ جایزه اسکار و جایزه بهترین کارگردان از بفتا          |
| چی؟                     | ۱۹۷۲ |                                                        |
| مکبث                    | ۱۹۷۱ |                                                        |
| مسیحی جادویی            | ۱۹۶۹ |                                                        |
| بچه رزماری              | ۱۹۶۸ | ۱ جایزه اسکار                                          |
| خون‌آشام‌کشان نترس        | ۱۹۶۷ |                                                        |
| بن‌بست                   | ۱۹۶۶ | جایزه بهترین فیلم از جشنواره بین‌المللی فیلم برلین      |
| انزجار                  | ۱۹۶۵ | نخستین فیلم پولانسکی در انگلستان                       |
| چاقو در آب              | ۱۹۶۲ | نخستین فیلم بلند پولانسکی در لهستان                    |

### بازیگر
| نام فیلم                 | سال  |
| ------------------------ | ---- |
| ساعت شلوغی ۳             | ۲۰۰۷ |
| تشریفات ساده             | ۱۹۹۴ |
| مستاجر                   | ۱۹۷۶ |
| محله چینی‌ها              | ۱۹۷۴ |
| مسیحی جادویی             | ۱۹۶۹ |
| رقص خون‌آشام‌ها            | ۱۹۶۷ |
| چاق و لاغر               | ۱۹۶۱ |
| وقتی فرشته‌ها سقوط می‌کنند | ۱۹۵۹ |
| لامپ                     | ۱۹۵۹ |
| سه داستان                | ۱۹۵۳ |